# Playa Majahua

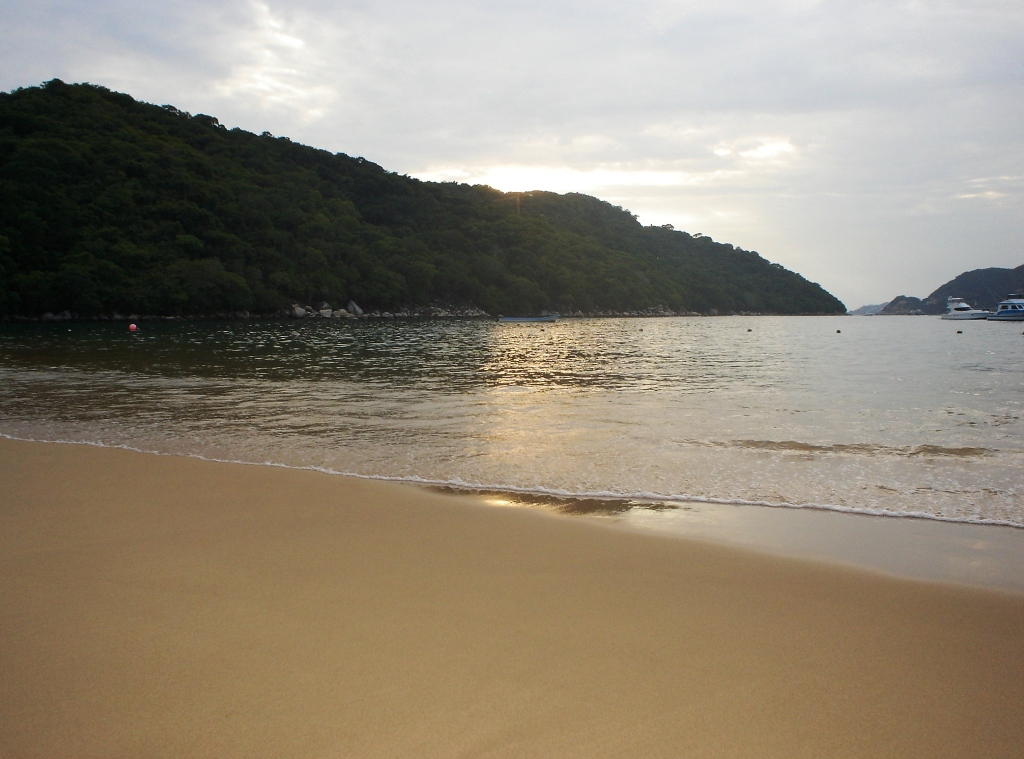
Atardecer en Playa Majahua. en la bahía de Puerto Marqués.

La playa Majahua es una de las playas más populares y concurridas de Puerto Marqués en Acapulco, Guerrero, al sur de México. Se localiza al sur de la bahía de Puerto Marqués, en la zona turística denominada como Acapulco Diamante. La playa tiene una extensión de 150 m de largo aproximado, siendo la playa más pequeña de dicha bahía. Se sitúa junto a la extensa playa principl de Puerto Marqués en las coordenadas 16°47′40.18″N 99°50′20.09″O / 16.7944944, -99.8389139.
Majahua presenta oleaje muy suave, semejante a las de Caleta, Caletilla y Pichilingue, esto a su vez atrae grupos concurridos de turistas que disfrutan el ambiente tranquilo del lugar, ya que la playa es ideal para la entrada de niños pequeños y personas mayores. Cuenta con una gran barra de restaurantes de mariscos que ofrecen a los visitantes diversos platillos para todos los gustos.
En el extremo norte de la playa, se aprecia un muelle construido sobre una alzada masa rocosa que divide a la playa con la de Puerto Marqués. De allí se aprecia un amplio panorama de la península de Punta Diamante que forma la bocana de la bahía, la cual se encuentra en su mayoría sin desarrollos hoteleros, ni comerciales.

## Turismo
- Playa Majahua – Guía de viajes

## Novelas
En esta playa se grabó un parte de la novela Por ella soy Eva.